# لاله اورتا
لاله اورتا (انگلیسی: Lale Orta؛ زادهٔ ۱ ژانویهٔ ۱۹۶۰) بازیکن فوتبال اهل ترکیه است.